# Mirjam van Dam
Mirjam Davida van Dam (Amsterdam, 22 april 1970) is een Nederlandse jazzzangeres. Zij brengt "verhalende muziekvoorstellingen". Daarnaast dirigeert zij verschillende koren, geeft privé- en groepszangles en werkt freelance als zangrepetitor bij Toneelgroep Amsterdam. Zij is vaste zangeres bij The Happy Feet Orchestra en The Jewish Jazz Band, en zingt met vocal group FourVoices.

## Carrière
Mirjam van Dam studeerde van 1992 tot 1993 aan de Academie voor Kleinkunst bij de Amsterdamse Hogeschool voor de Kunsten. Van 1993 tot 1999 studeerde zij zang (afdeling jazz & lichte muziek) aan het Hilversums Conservatorium en het Conservatorium van Amsterdam en slaagde cum laude. In 2011 behaalde ze een diploma dirigeren aan het Utrechts Conservatorium.
Na haar studie zong zij in verschillende theater-, jazz-, pop-, bigband-, salon-, chanson- en cabaretensembles. Met Laura Fygi ging zij op tournee door Nederland en Azië. Zij maakte verschillende muziekvoorstellingen, waaronder How to get rid of Bette Midler (over tweedegeneratieslachtofferschap), Ella (over het leven van Ella Fitzgerald) en Dead Singers Society (over het leven van Billie Holiday, Etta James, Judy Garland, Janis Joplin, Whitney Houston en Amy Winehouse). Met Jetta Starreveld en Monique de Adelhardt Toorop maakte zij twee voorstellingen over muziek tijdens de Tweede Wereldoorlog: Door de nacht klinkt een lied (over Conny Stuart, Jetty Paerl en Jetty Cantor) en Hoor de vrouwen zingen (over Gisela Söhnlein, Hetty Voûte, Lotty Huffener-Veffer en David Koker). De première van Hoor de vrouwen zingen vond plaats in Nationaal Monument Kamp Vught.
Om tijdens de coronacrisis te blijven zingen en publiek te bereiken, begon zij het project A song and a story. Zittend aan de piano nam zij filmpjes op waarin zij een lied zong en iets vertelde over de achtergrond daarvan. Elke week zette zij een nieuwe aflevering op sociale media. In 2023 werkte zij met Bob Zimmerman aan een repertoire met Jiddische muziek. Sindsdien treedt zij op met het project Jewish Jazz (opgezet door Gary Feingold van KunstenDialoog) en Jiddische Jazz. Met Lex Jasper brengt zij een programma van Nederlandstalige nummers.

## Live optredens (selectie)
- 1993 - 1997 Wekelijkse cabaretvoorstelling in theaterrestaurant Goldmund, Den Haag
- 1997 - 1999 Muziektheater Genoeg, Singing Apart Together (SAT), regie Frank Sanders
- 1997 - 2012 Leadzangeres dames salonorkest Rouge et Noir; close harmony vocal group Voices
- 1998 - 1999 Leadzangeres American Adventure Festival, Amsterdam; Al Capone Jazz show, Moskou
- 1999 - 2001 Kindertheatershow Elfenstreken, Tinkerbells
- 1998 - 2000 Leadzangeres bigband Glenn Miller Orchestra onder leiding van Wil Salden, tournees door Duitsland
- 1999 - 2002 Leadzangeres Nederlandstalige popband Ziel
- 2000 - 2006 Leadzangeres top-40 bands
- 2000 - 2001 TROS theatershow met Ron Boszhard; theatertournee Pluk de Lach
- 2001 - 2002 Jazzconcerten in onder meer Cristofori, Amsterdam; concerten Kurt Weill-repertoire, München; Mooie liedjes in café Toomler, Amsterdam
- 2002 - Winnaar singer-songwritercompetitie Mooie Noten
- 2002 - 2003 Solomuziektheater How to get rid of Bette Midler; Laura Fygi theatertournee in Nederland en Azië; kindermusical Tinkertoverstof
- 2004 - Muziektheater Paradevoorstelling The show must go on!
- 2007 - 2014 Cabaret-jazz Mir en Morris, Paleis van de Weemoed, Amsterdam
- 2007 - 2008 Muzikaal cabaret Klem door  Femmage
- 2009 - 2011 Landelijke tournee met muziektheatershow Ella; Cabaret Pocoloco bij theaterrestaurant Schellings, Rotterdam; jazzfestivals, onder meer Laren jazz, Goois Jazzfestival, Breda Jazz Festival, Silkeborg Jazz festival, Paris Fly festival, Copenhagen Jazz Festval
- 2010 - Leadzangeres  Rob Agerbeek-trio
- 2011 - 2018 Leadzangeres bigband Doctor Bernard and his Swing Orchestra
- 2013 - 2019 Muziektheater Dead Singers Society, regie Peter Eversteijn
- 2015 tot heden - Muziektheater Door de nacht klinkt een lied, regie Fred Florusse
- 2019 - Vorstelijke Jazzavond met The New Jazz Orchestra onder leiding van Henk Meutgeert
- 2020 tot heden - Jewish Jazz, een concert met een verhaal; muziektheater Let’s Eat; The Happy Feet Orchestra
- 2021 - Optreden ter gelegenheid van de lancering van de website www.erreedeentreinnaarsobibor.nl
- 2022 - Hoor de vrouwen zingen, regie Eva Bauknecht

## Discografie
- 2001 - Ziel, Monte Lava
- 2003 - Tinkerbells zingen Tinkertoverliedjes, coproductie met Lokaal 47
- 2009 - Ella, Maxanter
- 2013 - Dead Singers Society, Gutman Records
- 2016 - Door de nacht klinkt een lied, Da Vida
- 2023 - Yiddish Jazz, Da Vida
- 2024 - Luister eens - Jasper & van Dam, met Lex Jasper, Da Vida

## Familie
Mirjam van Dam is een dochter van Rozette Kats (1942, vakgroepsecretaresse bij de UvA), die ruim tien jaar lang de rechterhand was van wijlen Jules Schelvis in Stichting Sobibór. Zij geeft op scholen gastlessen over de Tweede Wereldoorlog. Mirjams vader was Alfred Raoul van Dam (1928-1990), leraar Nederlands en voordrachtskunstenaar.